# Кисилин
Кисили́н (укр. Кисилин) — село в Затурцевской сельской общине Владимирского района Волынской области Украины. Расположено на левом берегу реки Стоход.
Код КОАТУУ — 0722483201. Население по переписи 2001 года составляет 331 человек. По данным на 2021 год в селе зарегистрировано 297 человек. Почтовый индекс — 45514. Телефонный код — 3374. Занимает площадь 110 км².
Город Кисилин — древняя вотчина шляхетского рода Киселей, из которого вышел один из известных деятель украинской истории — Адам Кисель.
11 июля 1943 года в Кисилине состоялись массовые убийства участниками УПА поляков на Волыни и евреев.
До 2020 года входило в Локачинский район.

## Персоналии
- Кисель, Евстафий — педагог, поэт и переводчик Речи Посполитой.

## Галерея

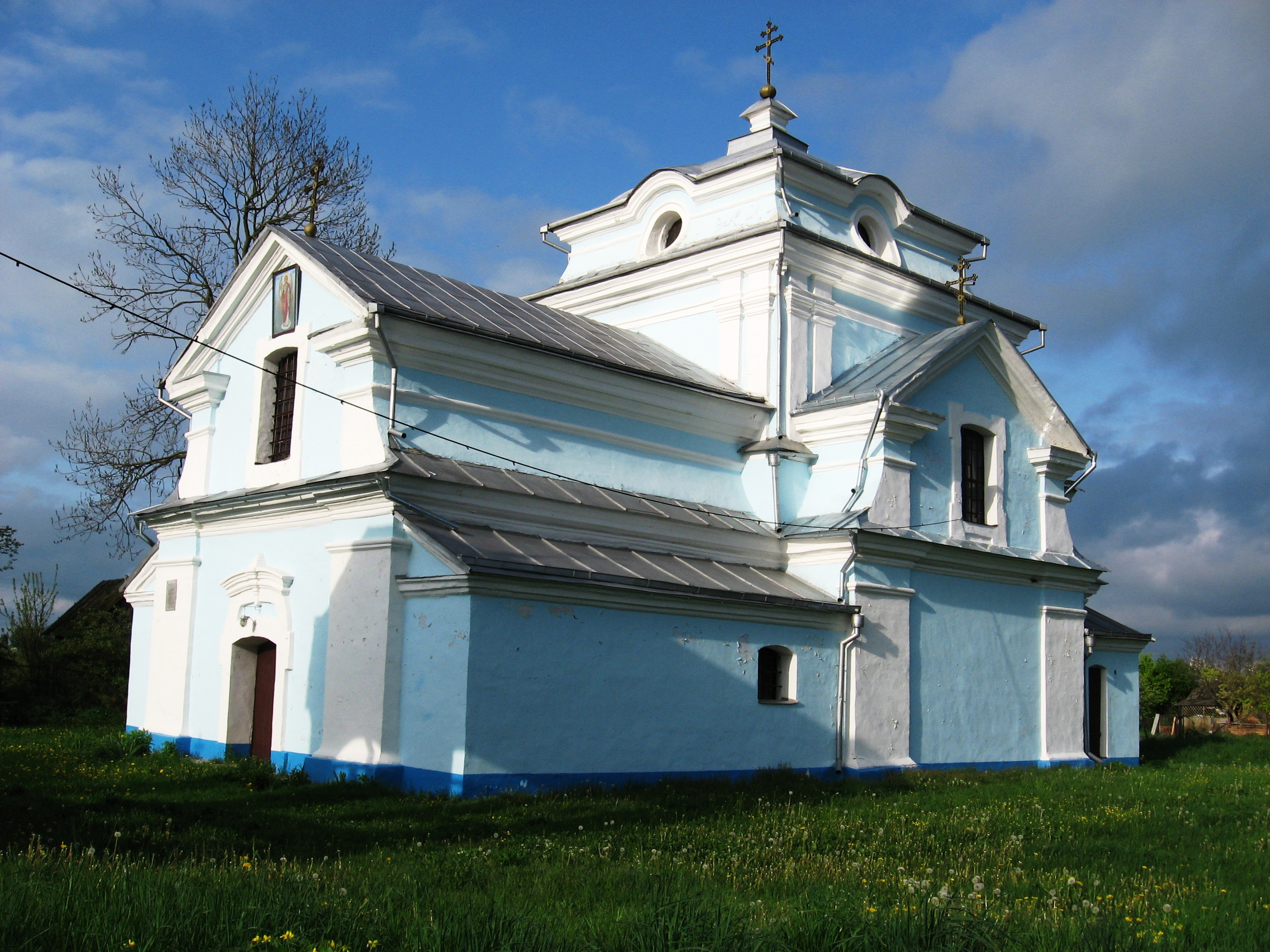
Свято-Михайловская церковь
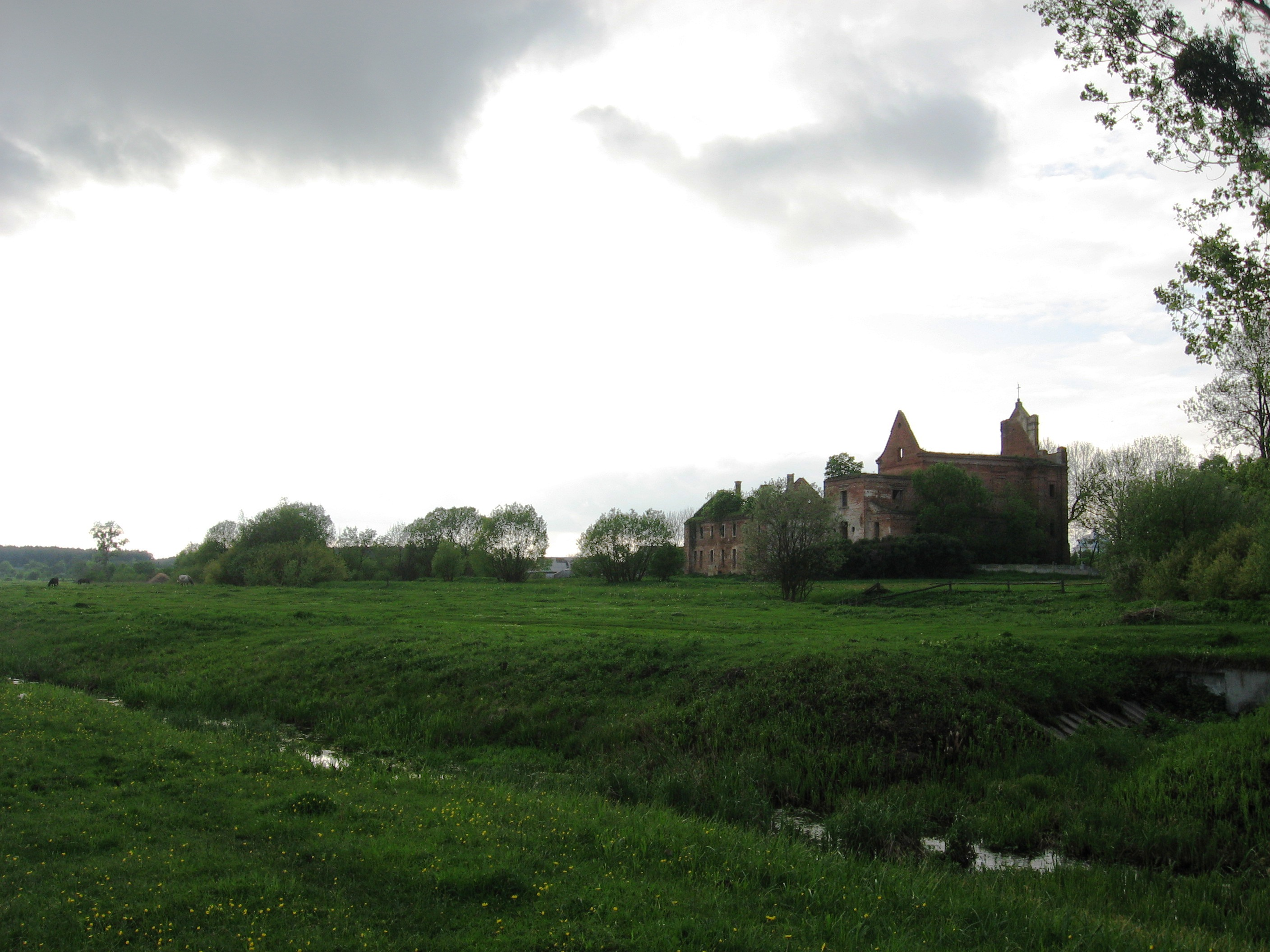
Руины костёла кармелитов и монастырского здания
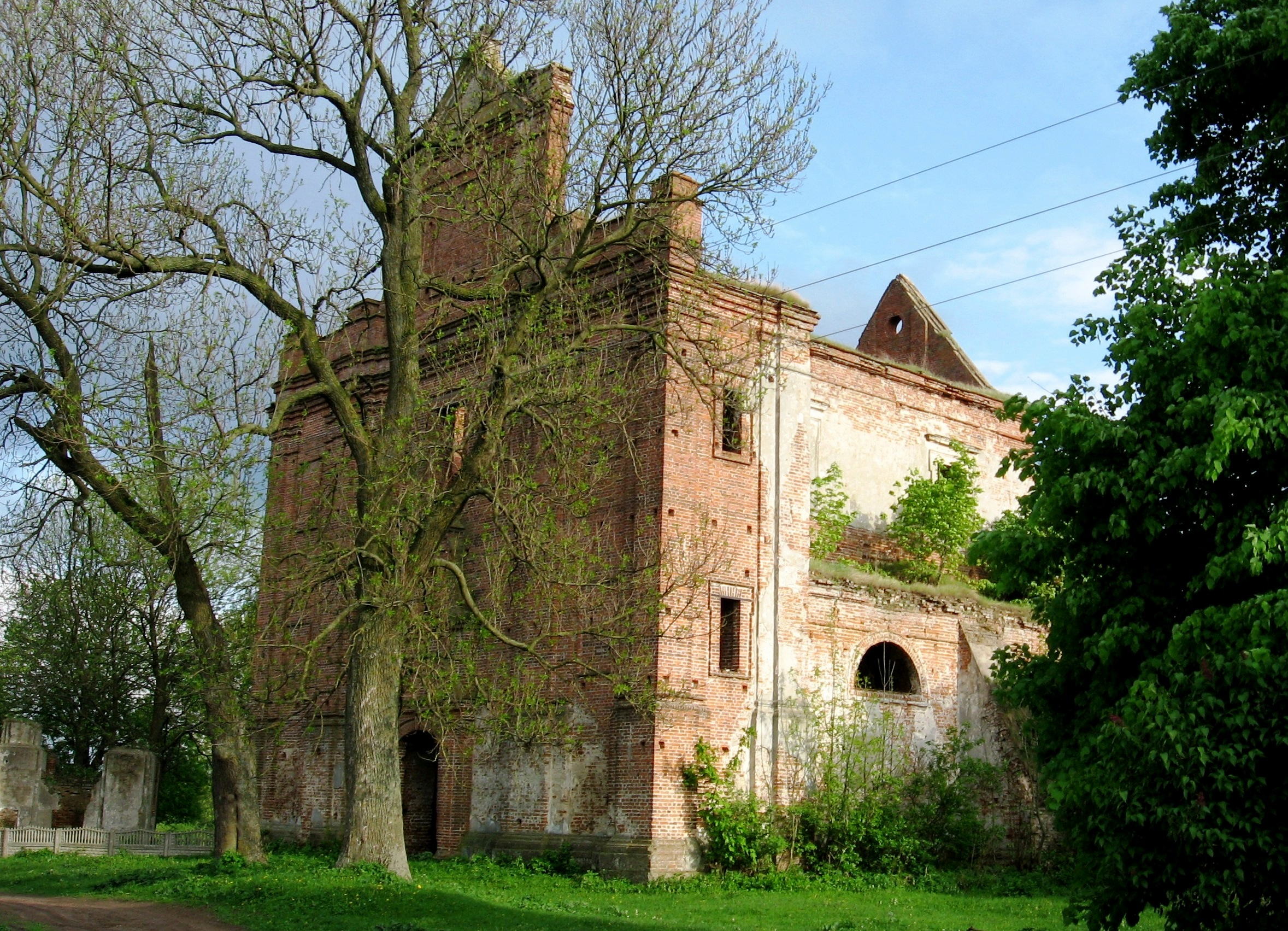
Разрушенный храм
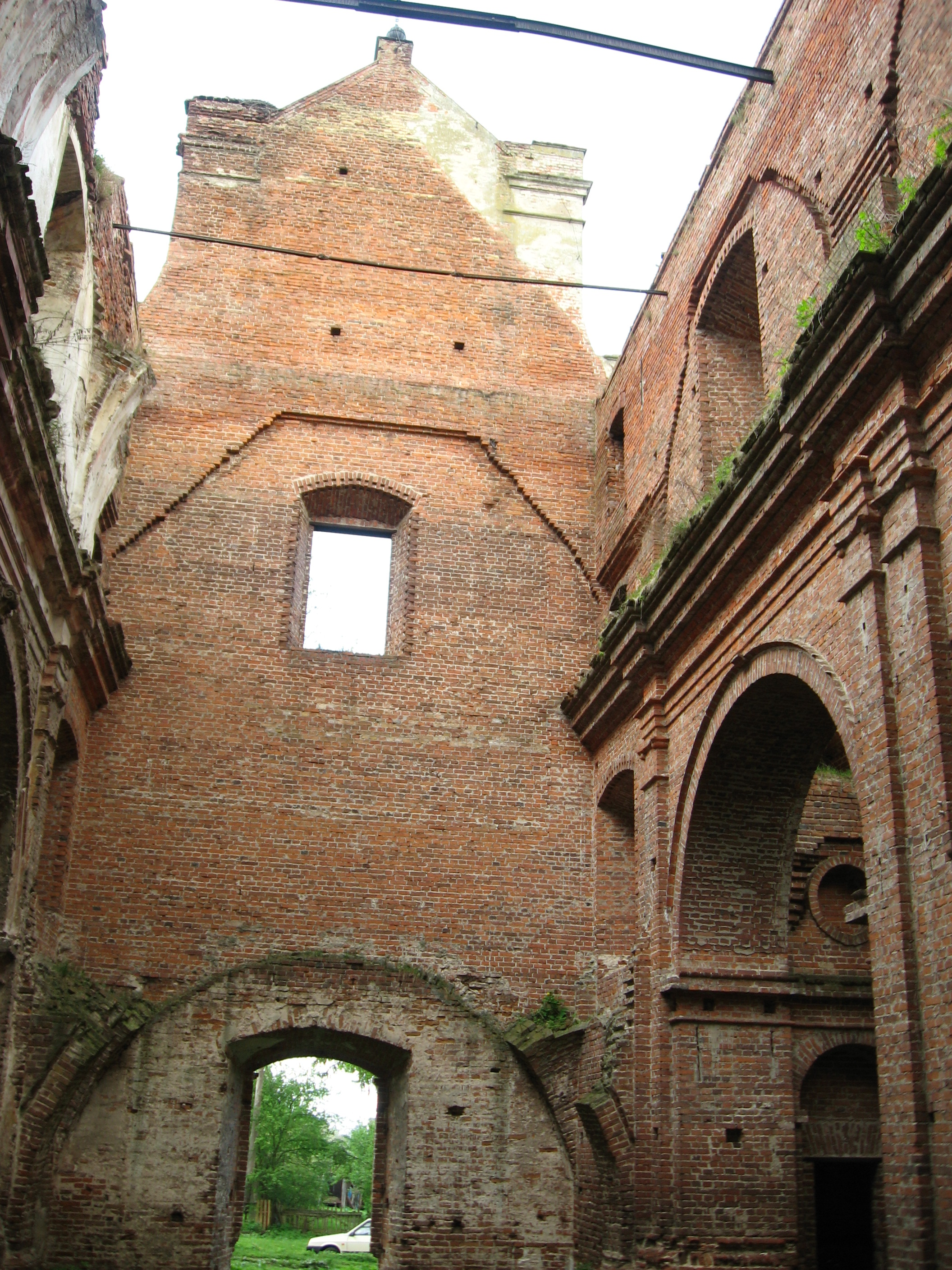
Внутри костёла